# Frederick R. Spencer

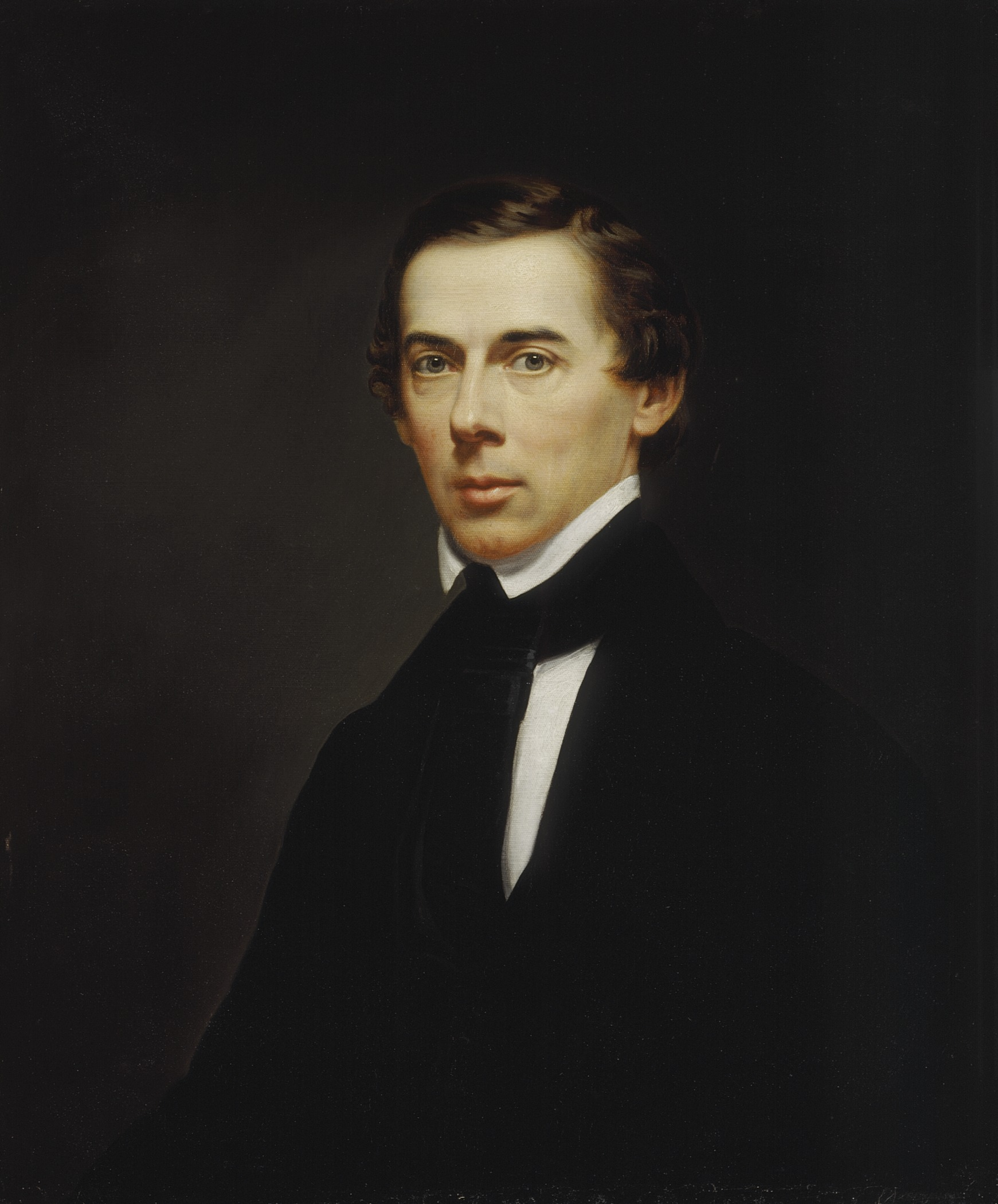
Frederick Randolph Spencer: Self-Portrait (1849). Los Angeles County Museum of Art

Frederick Randolph Spencer (* 7. Juni 1806 in Lenox, New York; † 3. April 1875 in Wampsville, New York) war ein amerikanischer Porträtmaler des 19. Jahrhunderts.

## Leben

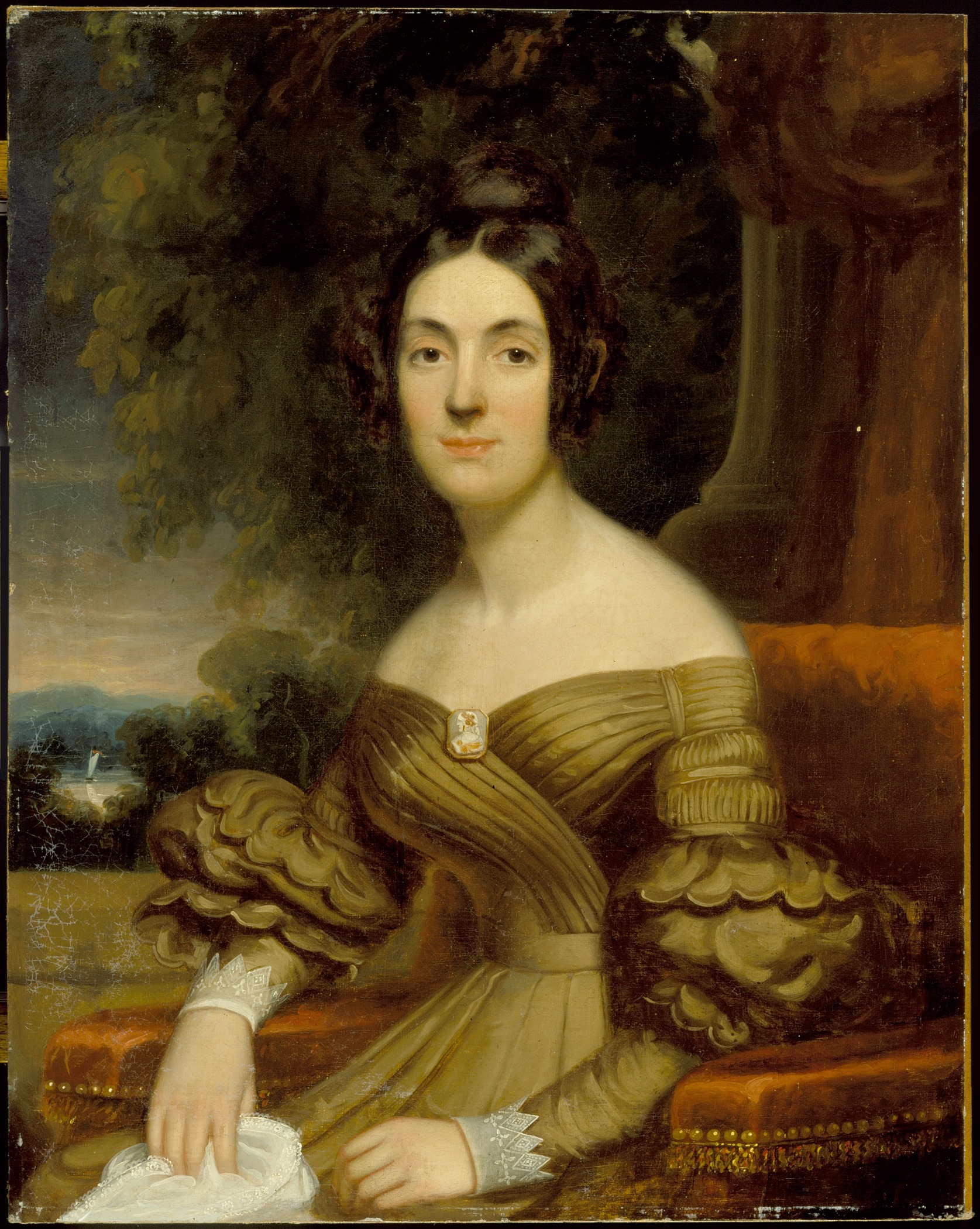
Frederick Randolph Spencer: Portrait of a Lady (1835). Los Angeles County Museum of Art

Frederick Randolph Spencer wurde 1806 in Lenox, New York, geboren. Seine Eltern waren General Ichabod Smith Spencer, ein Anwalt und erster Postmeister von Canastota, und Mary Pierson Spencer. Im Alter von etwa fünfzehn Jahren besuchte er eine Ausstellung mit Porträts von Ezra Ames in Albany und entdeckte so seine Leidenschaft für die Malerei. Im Jahr 1822 erhielt er seine ersten Unterrichtseinheiten bei William Dunlap in Utica. 1825 zog er nach New York City, studierte an der American Academy of the Fine Arts und erhielt Unterricht bei deren Präsident John Trumbull. Um 1827 kehrte er nach Canastota zurück und arbeitete als Porträtmaler in seiner Heimatregion sowie in Albany und Utica. Ab etwa 1831 ließ er sich dauerhaft in New York City nieder und etablierte sich als gefragter Porträtist für prominente Auftraggeber aus der Stadt. 1832 wurde er Mitglied der American Academy of the Fine Arts und gehörte von 1833 bis 1835 dem Vorstand dieser Institution an.1837 wurde er assoziiertes Mitglied der National Academy of Design und 1846 schließlich Vollmitglied. Von 1849 bis 1850 diente er als Corresponding Secretary, verzichtete danach jedoch auf eine Wiederwahl, um sich ganz seiner Malerei zu widmen. 1858 zog er in das ländliche Upstate New York (Wampsville), wo er seinen Lebensabend verbrachte, aber bis kurz vor seinem Tod weiterarbeitete. Er starb am 3. April 1875 in Wampsville nach kurzer Krankheit.

## Werk

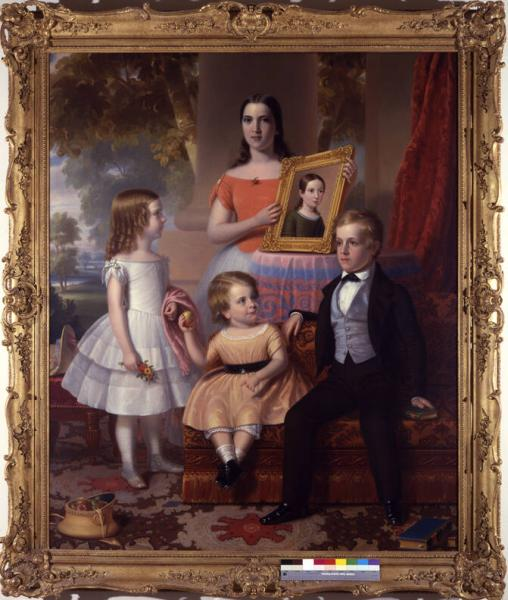
Frederick Randolph Spencer: The Clark Children (1846). New York Historical Society

Frederick Spencer war vor allem als Porträtmaler bekannt, gelegentlich malte er auch Genreszenen, darunter Darstellungen von Zeitungsjungen oder literarisch inspirierte Motive. Sein Stil zeichnet sich durch eine glatte, lineare Malweise mit hoher Detailgenauigkeit aus; spätere Werke erscheinen fast fotografisch in ihrer Präzision und Oberflächengestaltung. Er porträtierte vorzugsweise Angehörige der gehobenen Gesellschaft, besonders in New York City und im Bundesstaat New York, und genoss große Beliebtheit bei privaten Auftraggebern. Viele seiner Werke befinden sich heute in Sammlungen bedeutender Museen wie dem Metropolitan Museum of Art, dem Los Angeles County Museum of Art und dem Brooklyn Museum, werden dort aber selten ausgestellt.